# Zierolshofen
Zierolshofen ist ein Stadtteil von Kehl in Baden-Württemberg.

## Geographische Lage
Zierolshofen liegt ca. 2,5 km nordöstlich von Bodersweier und ca. 1,8 km südöstlich von Linx in der Oberrheinischen Tiefebene.

## Geschichte

### Mittelalter
Die älteste erhaltene Erwähnung von Zierolshofen stammt von 1295. Das Dorf Zierolshofen lag im Amt Lichtenau der Herrschaft Lichtenberg und war dort Teil des Gerichts Rheinbischofsheim. Es war ein Lehen des Bischofs von Straßburg. Die Erstbelehnung erfolgte vermutlich 1274. 1335 nahmen die mittlere und die jüngere Linie des Hauses Lichtenberg eine Landesteilung vor. Dabei fiel das Amt Lichtenau – und damit auch Zierolshofen – an Ludwig III. von Lichtenberg, der die jüngere Linie des Hauses begründete.
Anna von Lichtenberg (* 1442; † 1474) war als Tochter Ludwigs V. von Lichtenberg (* 1417; † 1474) eine von zwei Erbtöchtern mit Ansprüchen auf die Herrschaft Lichtenberg. Sie heiratete 1458 den Grafen Philipp I. den Älteren von Hanau-Babenhausen (* 1417; † 1480), der eine kleine Sekundogenitur aus dem Bestand der Grafschaft Hanau erhalten hatte, um sie heiraten zu können. Durch die Heirat entstand die Grafschaft Hanau-Lichtenberg. Nach dem Tod des letzten Lichtenbergers, Jakob von Lichtenberg, eines Onkels von Anna, erhielt Philipp I. d. Ä. 1480 die Hälfte der Herrschaft Lichtenberg. Die andere Hälfte gelangte an seinen Schwager, Simon IV. Wecker von Zweibrücken-Bitsch. Das Amt Lichtenau gehörte zu dem Teil von Lichtenberg, den die Nachkommen von Philipp und Anna erbten.

### Frühe Neuzeit
Graf Philipp IV. von Hanau-Lichtenberg (1514–1590) führte nach seinem Regierungsantritt 1538 die Reformation in seiner Grafschaft konsequent durch, die nun lutherisch wurde.
Nach dem Tod des letzten Hanauer Grafen, Johann Reinhard III., 1736 fiel das Erbe – und damit auch das Amt Lichtenau mit Zierolshofen – an den Sohn seiner einzigen Tochter, Charlotte von Hanau-Lichtenberg, Landgraf Ludwig (IX.) von Hessen-Darmstadt. Zierolshofen gehörte in dieser Zeit bis 1781 zu Bodersweier.

### Neuzeit
Mit dem Reichsdeputationshauptschluss wurde das Amt und Zierolshofen 1803 dem neu gebildeten Kurfürstentum Baden zugeordnet.
Im Zuge der Gebietsreform in Baden-Württemberg wurde Zierolshofen am 1. Januar 1975 nach Kehl eingemeindet.

### Demographie
Einwohnerzahlen nach dem jeweiligen Gebietsstand.
| Jahr | Einwohnerzahl |
| ---- | ------------- |
| 1961 | 324           |
| 1970 | 367           |

## Politik
Mit der Eingemeindung nach Kehl wurde das Amt des Ortsvorstehers geschaffen. Amtsinhaber, und damit Vorsitzender des Ortschaftsrates, ist seit 2014 Heinz Speck (Bürgerliste). Die Kommunalwahl am 9. Juni 2024 brachte für den Ortschaftsrat folgende Sitzverteilung:
| Insgesamt 6 Sitze - Bürgerliste: 6 |

## Infrastruktur

### Bildung
Zierolshofen besitzt einen städtischen Kindergarten. Die nächstgelegenen Schulen befinden sich in Leutesheim (Grundschule) und Bodersweier (Werkrealschule).

### Verkehr
Die Ortschaft ist durch zwei Kreisstraßen (5318 und 5374) erschlossen, über die Anbindung u. a. die Landesstraße 75 besteht. Der Busverkehr wird durch die SWEG-Linie 301 gestellt.